# Gegenes hottentota
Gegenes hottentota is een vlinder uit de familie van de dikkopjes (Hesperiidae). De soort is voor het eerst wetenschappelijk beschreven door Pierre André Latreille in een publicatie uit 1824.
De soort komt voor in het Afrotropisch gebied waaronder Senegal, Gambia, Mali, Guinea-Bissau, Guinee, Burkina Faso, Sierra Leone, Ivoorkust, Ghana, Benin, Nigeria, 
Gabon, Angola, Congo-Kinshasa, Ethiopië, Oeganda, Kenia, Tanzania, Malawi, Zambia, Mozambique, Zimbabwe, Botswana, Zuid-Afrika, Swaziland, het zuidwesten van Saudi Arabië en Jemen.